# Sorex dispar
Sorex dispar là một loài động vật có vú trong họ Chuột chù, bộ Soricomorpha. Loài này được Batchelder mô tả năm 1911.
Loài chuột chù nhỏ Bắc Mỹ này được tìm thấy ở Atlantic Canada và Đông Bắc Hoa Kỳ.
Bộ lông có màu xám đá với mõm nhọn, đuôi dài và phần dưới nhạt hơn. Chúng được tìm thấy trên các sườn đá ở các khu vực miền núi dọc theo bờ biển Đại Tây Dương từ Bán đảo Gaspé, Quebec, và Đảo Cape Breton, Nova Scotia, ở phía bắc Georgia. Chúng ăn côn trùng và nhện. Động vật ăn thịt bao gồm các loài chim ưng, cú và rắn.

## Đặc điểm vật lý
Chuột chù đuôi dài có màu nhỏ, mảnh, màu đen đến màu xám, và có đuôi dài. Chiều dài trung bình của nó, bao gồm cả chiều dài đuôi, là 119,5 mm. Chiều dài đầu và thân có thể là 48 đến 79 mm. Chiều dài đuôi, trung bình từ 80 đến 90% chiều dài thân, dao động từ 46 đến 67 mm. Chuột chù đuôi dài có chiều dài chân sau 12–1 mm và có thể có tổng trọng lượng cơ thể từ 3,1 đến 8,3 g. Đuôi có lông với mái tóc mờ nhạt. Ở những con chuột đuôi dài lớn hơn, một sợi tóc từ đuôi có thể được trưng bày. Chuột chù đuôi dài có mõm dài và thon với bộ râu dài từ 22 đến 23 mm. Bộ lông về mùa hè là màu xám đá với phần bên của cơ thể nhẹ hơn so với phần lưng.